# David Imperiali
David Imperiali (Genova, 1542 – Finale Ligure, 1575) è stato un ammiraglio e nobile italiano, appartenente alla famiglia degli Imperiali primo marchese di Oria, signore di Francavilla e Casalnuovo.

## Biografia
Nacque nel 1540 da Andrea e Perinetta Spinola di San Luca. Nel 1565 sposa Aurelia de Marini Castagna da cui ha 5 figli. David Imperiali (o Davide Imperiale) partecipò alla battaglia di Lepanto del 7 ottobre 1571 contro l'Impero ottomano con due galee, assumendo il comando di una di esse. Quando una nave turca minacciava di speronare la galea al cui comando era Marcantonio Colonna, ammiraglio della flotta pontificia e comandante in seconda dell'intera flotta cristiana, sacrificò eroicamente la propria nave, schiantandosi contro la nave turca per proteggere la nave del Colonna.
Come ricompensa per il suo comportamento eroico, ottenne nel 1572 da Filippo II, re di Spagna, la facoltà di acquistare per 140.000 ducati il vasto feudo di Oria, che comprendeva anche Casalnuovo (Manduria). Tale feudo solo l'anno prima era stato venduto, grazie all'intervento del facoltoso mercante Niccolò Grimaldi, a Filippo Spinola, che avrebbe acquistato nel 1582 Sesto e Venafro e nel 1616 Galatina e la cui figlia Maddalena avrebbe sposato Michele Imperiali,  e poi era rientrato allo stato spagnolo grazie al pacto de retrovendendo.
Non fu però solo il valore in battaglia a garantirgli il feudo di Oria, ma anche la sua lealtà alla corona spagnola e le necessità economiche del regno di Spagna, che resero comune la vendita di titoli e feudi ai ricchi mercanti liguri desiderosi di nobiltà. L'interesse per il titolo più che per le terre è confermata anche dal fatto che il 18 marzo 1575 queste ultime furono cedute al Regio fisco sempre grazie al patto di retrovendita, con diritto di ritenzione del titolo, per poi essere riacquisite dalla famiglia poco dopo a pieno titolo.
Davide Imperiale, non visitando mai i suoi territori pugliesi, morì a Finale nel giugno 1575, dopo essere entrato in contrasto con la famiglia dei Doria.

## Bibliografie
- Davide Balestra, Gli Imperiali di Francavilla, collana di studi storici, Bari, Edipuglia, 2017, ISBN 9788872288214.